# Bourgneuf-en-Mauges
Bourgneuf-en-Mauges è un comune francese soppresso e frazione del dipartimento del Maine e Loira nella regione dei Paesi della Loira. Dal 15 dicembre 2015 si è fuso con i comuni di La Pommeraye, Beausse, Botz-en-Mauges, La Chapelle-Saint-Florent, Le Marillais, Le Mesnil-en-Vallée, Montjean-sur-Loire, Saint-Florent-le-Vieil, Saint-Laurent-de-la-Plaine e Saint-Laurent-du-Mottay per formare il nuovo comune di Mauges-sur-Loire.
Il nuovo comune ha sostituito la preesistente comunità di comuni del Cantone di Saint-Florent-le-Vieil creata nel 1994.

## Società

### Evoluzione demografica
Abitanti censiti